# Rheine
Rheine är en stad i norra delen av delstaten Nordrhein-Westfalen i västra Tyskland. Den är den största staden i distriktet Steinfurt och har cirka 78 000 invånare. Rheine ligger i regeringsområdet Münster.
Området har varit bebott sedan förhistorisk tid, men orten Rheine nämndes i ett dokument först år 838. Den 15 augusti 1327 fick Rheine stadsrättigheter.
Staden bildades vid ett vadställe vid Ems, där två handelsvägar korsade.
Staden blev nästan helt nedbränd under slutet av trettioåriga kriget. 20 och 21 september samt 19 oktober 1647 var svenska och hessiska trupper involverade i beskjutning av staden, där de kejserliga trupperna tagit skydd, varvid 365 hus förstördes.
Textilindustrin var viktig i Rheine under industrialiseringen fram till andra halvan av 1900-talet. Idag är annan tillverkningsindustri samt service de viktigaste näringarna.